# М'янма
М'я́нма (бірм. မြန်မာ, трансліт. М'є(н)ма́, латиніз. Myanmar, Myanmah; МФА: [/mjəmà/]), офіційна назва — Респу́бліка Сою́зу М'я́нма (бірм. ပြည်ထောင်စု သမ္မတ မြန်မာနိုင်ငံတော်); до 1989 року — Бірма — країна на південному сході Азії, що межує на заході з Бангладеш, на північному заході з Індією, на північному сході з Китаєм, на південному сході з Лаосом і Таїландом, а також на південному заході омивається водами Андаманського моря і Бенгальської затоки. Площа країни — 676 578 км²; столиця країни — місто Найп'їдо; її найбільше місто та головний порт — колишня столиця Янгон (раніше Рангун).
М'янма є членом ООН з 1948, Всесвітнього банку, Міжнародного валютного фонду, Всесвітньої торгової організації, Асоціації держав Південно-Східної Азії (АСЕАН). Крім того, вона входить до групи економічної співпраці БІМСТЕК (Бангладеш, Індія, М'янма, Шрі-Ланка, Таїланд) і підтримує тісні економічні відносини з КНР.

## Етимологія
Слово «М'янма» (бірм. မြန်မာ) означає «швидкий», «сильний» і перегукується зі словом «М'я», яке має значення «смарагд». На походження особистих імен та географічних назв в М'янмі традиційно впливає думка м'янмарських астрологів. Бірманцями, які складають більшість населення країни, використовується самоназва «Бама» (бірм. ဗမာ). До 1989 року держава офіційно іменувалася Бірманський Союз, а скорочено — Бірмою. Назва «Бірма» має зовнішнє походження і всередині країни непопулярна.
У жовтні 2010 року М'янма змінила назву країни з «Союзу М'янма» на «Республіка Союзу М'янма», також були змінені герб і прапор держави.

## Географія

### Географічне положення
М'янма межує з Індією (1463 км) і Бангладеш (193 км) на заході, з Китаєм (2185 км) на північному сході, з Лаосом (235 км) на сході та Таїландом (1800 км) на південному сході. З півдня і південного заходу її береги омиваються водами Бенгальської затоки та затоки Моутама (Мартабан), а також Андаманського моря. Площа країни, включаючи прилеглі острови, становить 678 тис. км², довжина берегової лінії — 1930 км.

### Рельєф

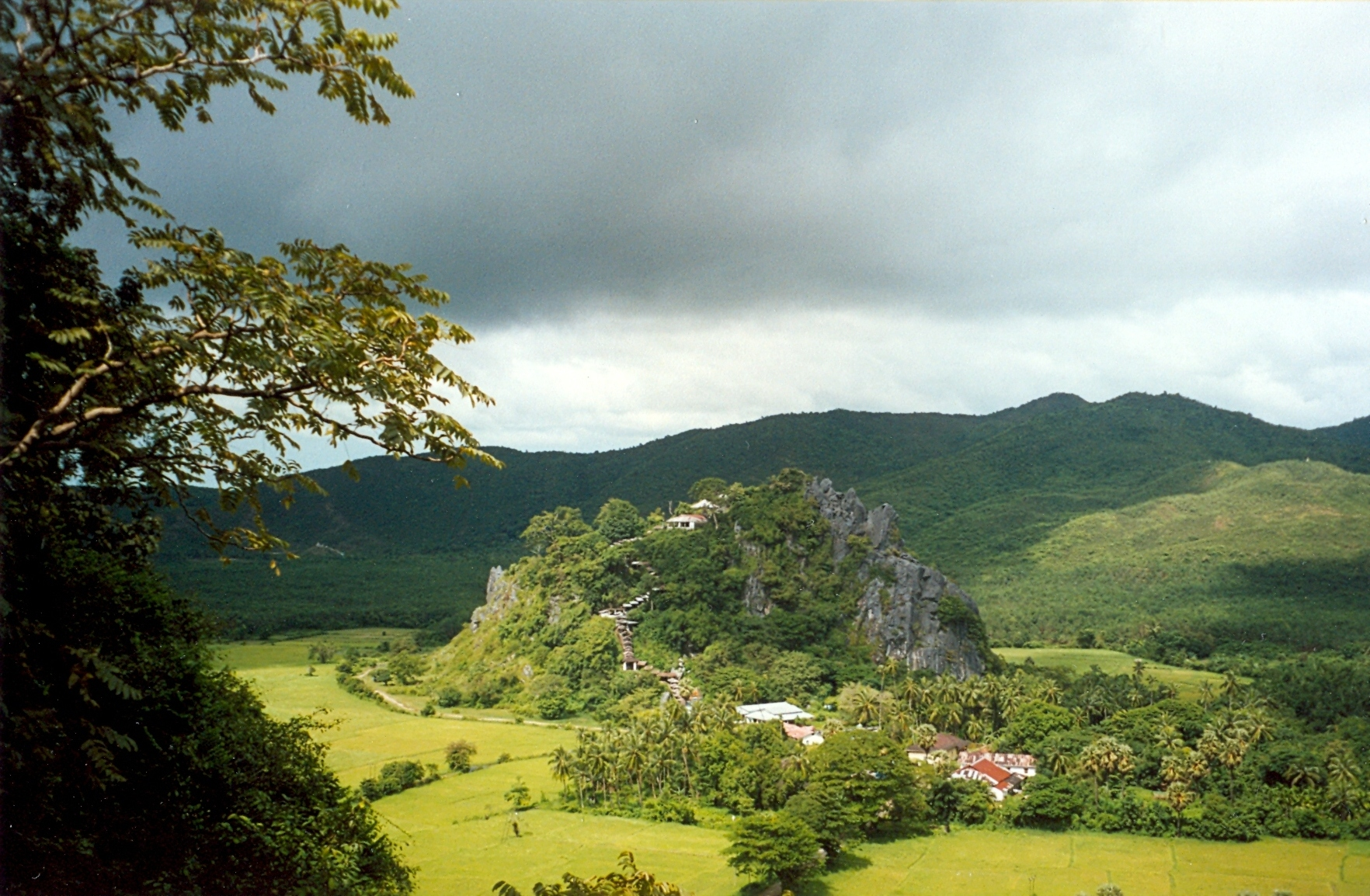
Вапняковий краєвид штату Мон

Майже половину території займають мусонні ліси, річки Іраваді і Салуїн у центральній низинній частині оточені горами на півночі, сході та заході.
Західні та східні райони М'янми — гірські. На заході простяглися хребти Паткай, Нага, Чин, Аракан з висотами переважно 500—2000 м (максимальна висота 5866 м — вершина Кхакабо-Язі). Всю східну частину М'янми займає Шанське нагір'я — середня висота близько 1000 м. Між західними гірськими хребтами та Шанським нагір'ям лежить центральна низовина, якою протікають річки Іраваді та Сітаун (Сіттанг). Надра М'янми багаті на корисні копалини: вольфрамово-олов'яні, свинцево-срібні та свинцево-цинкові руди. Є також родовища нафти, вугілля, залізної руди, коштовного каміння (рубінів, сапфірів, опалів), бурштину тощо. Ліси займають близько 60 % території. Налічується понад 250 порід дерев. На узбережжі та на вологих схилах гір — вічнозелені тропічні ліси, у більш посушливих гірських зонах — ліси широколистяні (дуб, каштан та інші), у високогірній місцевості — хвойні. Тваринний світ М'янми багатий: слони, носороги, мавпи, олені, буйволи, антилопи, тигри, леопарди.

### Клімат
Переважає в основному тропічний і субекваторіальний клімат. Виділяються три сезони:
- Вологий — з кінця травня по кінець жовтня;
- Прохолодний — з кінця жовтня по середину лютого;
- Жаркий — з середини лютого по кінець травня.

У січні середньомісячна температура становить +24 °C, в Янгоні, +21 °C в Мандалаї, максимальна температура влітку зазвичай становить +41 °C. Проте, мають місце і сплески температури навколишнього середовища. Так, 7 травня 2023 року, бірманські ЗМІ повідомили, що в одному з міст на сході країни було зафіксовано температуру 43,8 °C — найвищу за останнє десятиліття. У гірських районах набагато прохолодніше (зокрема, на Шанському нагір'ї температури вночі в зимовий період можуть іноді опускатися нижче нуля), в долинах температури січня не перевищують +15 °C.
Максимум опадів випадає в липні. Кількість опадів залежить від висоти та експозиції схилів щодо вологонесучих мусонних вітрів, що дмуть з південного заходу. На узбережжі областей Ракхайн і Танінтаї за рік випадає в середньому 4600-5100 мм опадів, а на центральній рівнині — всього 635 мм. У Сітуе (Акьяб) середня річна кількість опадів досягає 4950 мм, у Мінбу, в дощовій тіні хребта Ракхайн в Сухому поясі — лише 740 мм, в Янгоні — 2510 мм.

### Гідрографія

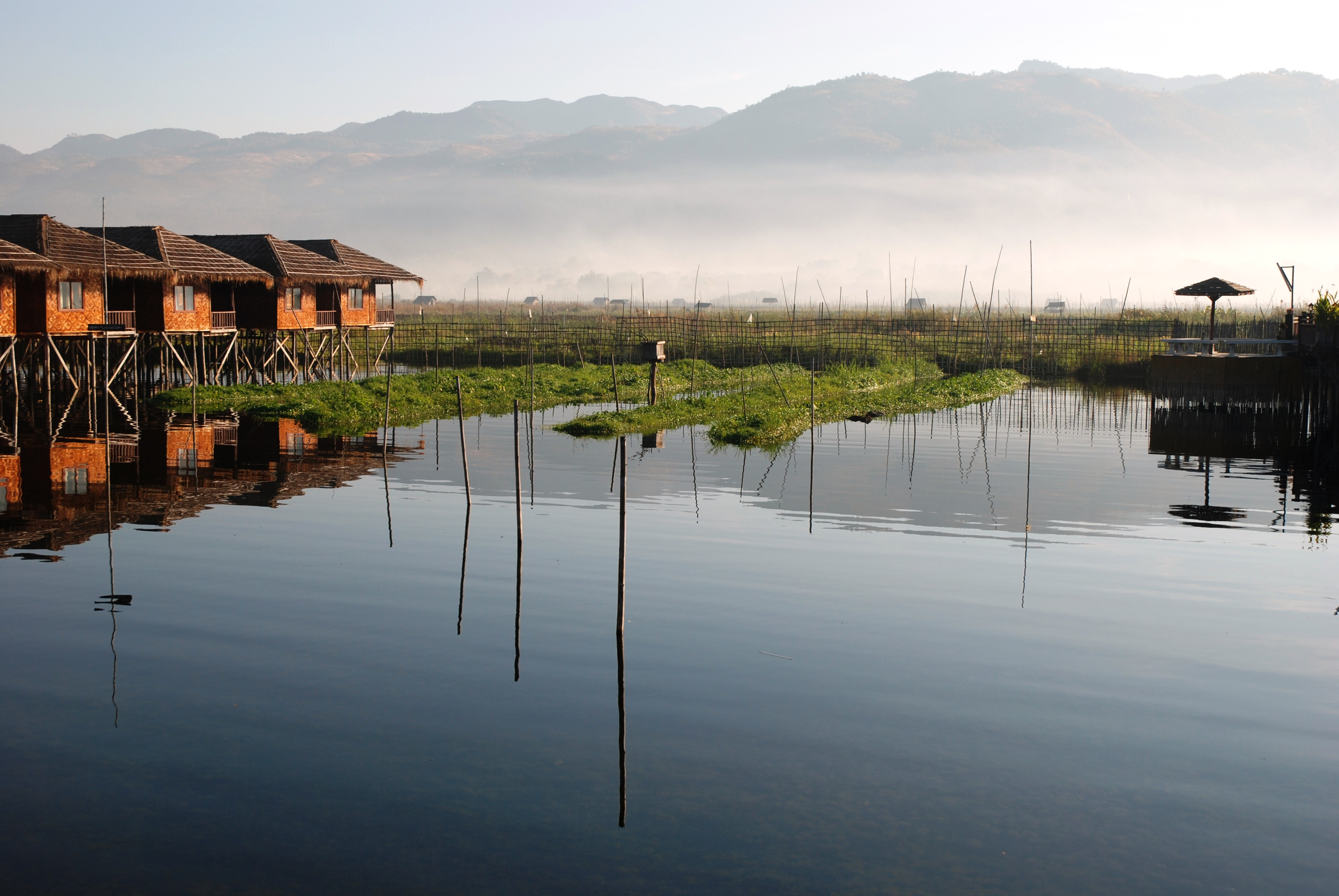
Озеро Інле

Основні річки беруть початок у горах і належать до басейну Індійського океану. Максимум річкового стоку припадає на сезон мусонних дощів, в цей період часто відбуваються повені, в решту часу багато річок міліють і пересихають. Прибережні низовини заболочені, в результаті чого морські припливи відчуваються деколи на відстані 100 км і більше від берега.
Найбільшими річками М'янми є Іраваді, Меконг, Салуїн, Сітаун і Чиндуїн. Озер небагато, найбільше з них — озеро Інле на Шанському нагір'ї.

## Історія
Бірманська історія тісно пов'язана з історією сусідніх країн — Китаю, Індії, Бангладеш, Лаосу та Таїланду. З 1824 колонія Британської імперії до 1937 року, входила до складу Британської Індії.
У 1943 проголосила незалежність як Бірманська держава. Під час Другої світової війни японці, намагаючись відрізати постачання Китаю, окупували Індокитай. Японська окупація була жорстокою, тому адміністрація не мала підтримки серед населення. У 1945 році британці звільнили Мандалай й окупували країну.
У 1948 повторно здобула незалежність і вийшла зі Співдружності націй.
У 1962 генерал У Не Він вчинив військовий переворот і встановив власну диктатуру (1962—1988).
У 1973—1974 прийнято «цивілізовано» конституцію за зразком держав із президентським правлінням.
Улітку 1988 в країні почались протести проти диктатури військових, але вони були придушені. Генерал Со Маунг захопив владу в результаті військового перевороту 1988 року; у 1989 році введено воєнний стан; країна перейменована в М'янму, а столиця — в Янгон. У 1990 році опозиційна група, що відкололася, сформувала «паралельний уряд» на території, захопленій заколотниками. Продовжувались військові сутички, порушення прав людини, зберігався воєнний стан. Опозиційна лідерка Аун Сан Су Чжі отримала у 1991 році Нобелівську премію миру. У 1992 році військові учинили погром мусульман у провінції Аракан; воєнний стан скасований, хоча політична воля залишається обмеженою. У 1992 році генерал Тан Шве змінив Со Маунга на чолі керівної хунти.
Через військову диктатуру країна виявилася закритою для Заходу. Централізація економіки з великою часткою державного регулювання та соціалізму призвело до суттєвих змін. У серпні — вересні 2007 в Янгоні спалахнули масові заворушення, в ході яких було вбито близько 100 осіб.
Наприкінці 2011 намітилася тенденція до поліпшення відносин М'янми з країнами Заходу. З 1 січня 2012 року скасовано візові санкції Євросоюзу щодо керівництва країни. 1 квітня 2012 року в М'янмі пройшли довибори в парламент на 46 мандатів. З 43 округів, 41 мандат отримала Національна ліга за демократію на чолі з Аун Сан Су Чжі. Загальні вибори в парламент у 2015 році виявилися вкрай вдалими для НЛД, вона виборола більшість у парламенті та обрала нового президента в березні 2016 року.
1 лютого 2021 року у М'янмі стався державний переворот — військові затримали очільницю МЗС і фактичну лідерку країни Аун Сан Су Чжі, президента М'янми Він М'їна та інших керівників. Державна влада надана головнокомандувачу збройними силами Мін Аун Хлайну. У країні на рік оголошено надзвичайний стан.

## Адміністративний поділ

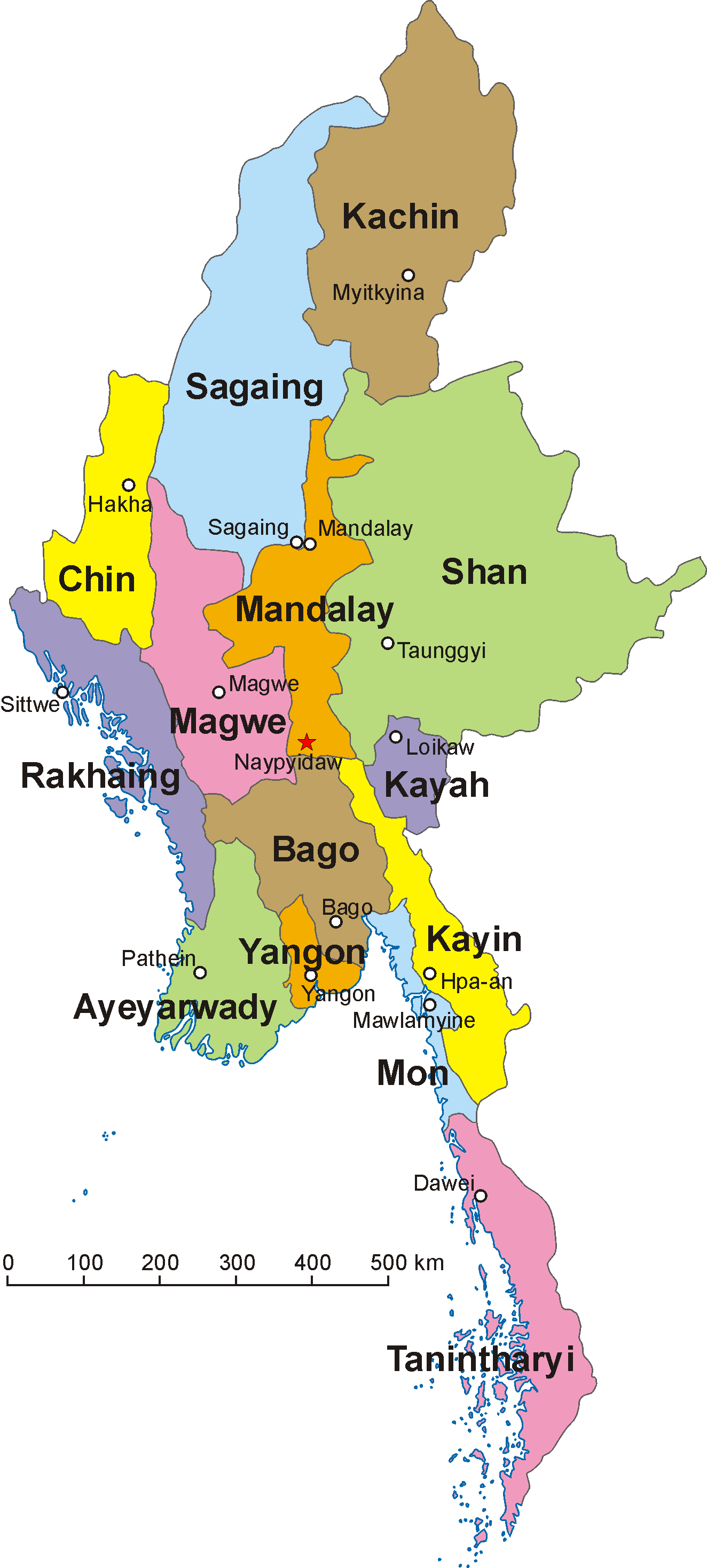
Адміністративний поділ М'янми

За конституцією 2008 року М'янма є федеративною державою. Країна розділена на 7 адміністративних областей (таїнг), 7 штатів (пуй-ні) і 5 самоврядних зон.
Штати:
- Качин;
- Кая;
- Мон;
- Ракхайн;
- Чин;
- Шан.

Адміністративні області:
- Іраваді;
- Магуе;
- Мандалай;
- Пегу;
- Сікайн;
- Танінтаї;
- Янгон.

Самоврядні зони:
- Ва;
- Дану;
- Кокан;
- Нага;
- Палаунг;
- Пао.

Області й штати діляться на райони (мьоне), які складаються з міст (мьо) і сільських волостей (підрайонів), які об'єднують міські квартали (якве) і групи сіл (чейюа).

### Столиця

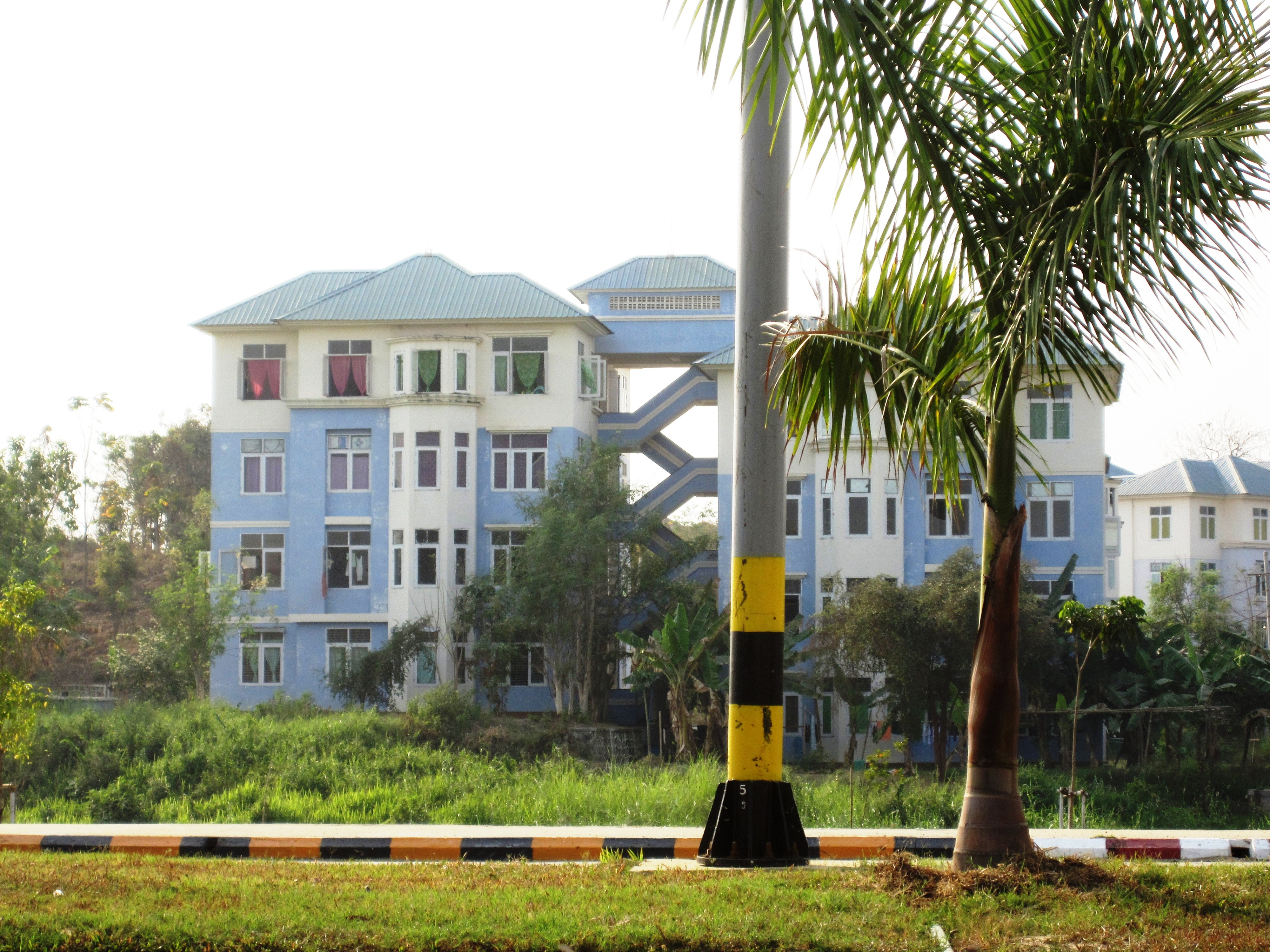
Найп'їдо

Столиця М'янми — місто Найп'їдо (Мандалайський адміністративний округ), утворене за три кілометри на захід від міста П'їнмана.
Питання про перенесення столиці з Рангуна (Янгона) в П'їнману розглядалося з 2001 року, проте остаточне рішення було прийнято 6 листопада 2005 року. Точний час початку переміщення столиці в П'їнману — неділя, о 6:37 — вибрано відповідно до астрологічних прогнозів. Перенесення королівської столиці в історії Бірманської імперії відбувалися часто, традиційно вони мотивувалися несприятливими прогнозами астрологів. Проте цього разу, на думку експертів, рішення про перенесення резиденції уряду було прийнято з міркувань геостратегічної безпеки. Рангун, найбільше місто країни, розташоване поблизу узбережжя та відкрите для потенційної атаки з моря. П'їнмана, розташована в гористій місцевості на 500 км північніше, є добре укріпленим стратегічним військовим центром, де за часів японської окупації (1942—1945) розташовувався штаб Бірманської національної армії, очолюваної генералом Аун Саном. Це перше перенесення столиці з моменту здобуття країною незалежності.
27 березня 2006 столицею назване нове місто Найп'їдо, утворене на місці невеликого селища в безпосередній близькості від П'їнмани.

## Населення
Республіка Союз М'янма — поліетнічна країна, серед громадян республіки є представники більш ніж ста народностей.
Населення М'янми становить 54 409 800 осіб та посідає 26-те місце у світі. Проте всі оцінки є грубими, оскільки останній повний перепис населення проводилася в 1931 році, а частковий — в 1983 році. Останній повний перепис пройшов у 2014 році. Фертильність на 2014 рік — 2,18. Середній вік — 27,9 років.
Основні етноси:
- бірманці — 68 %
- шани — 9 %
- карени — 7 %
- араканці — 4 %
- китайці — 3 %
- індійці — 2 %
- мони — 2 %
- качини — 1,5 %
- інші народності — 3,5 %[7].

### Релігія

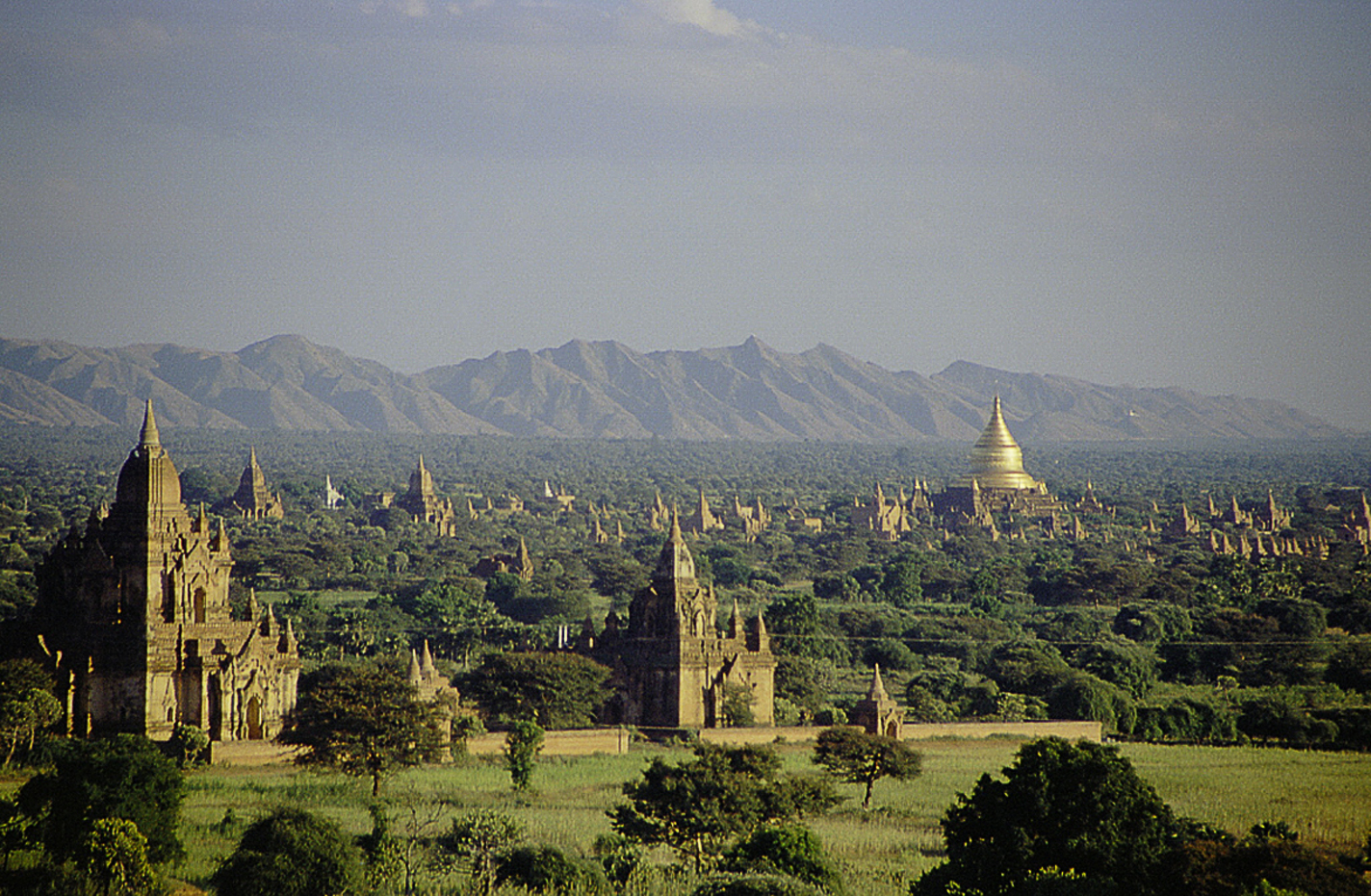
Храми в Пагані

М'янма — багатоконфесійна країна, проте переважна більшість населення — буддисти (школа Тхеравада). Конфесійний склад населення:
- буддисти — 89 %
- християни — 4 %
- мусульмани — 4 %
- анімісти — 1 %
- інші — 2 %.

## Економіка

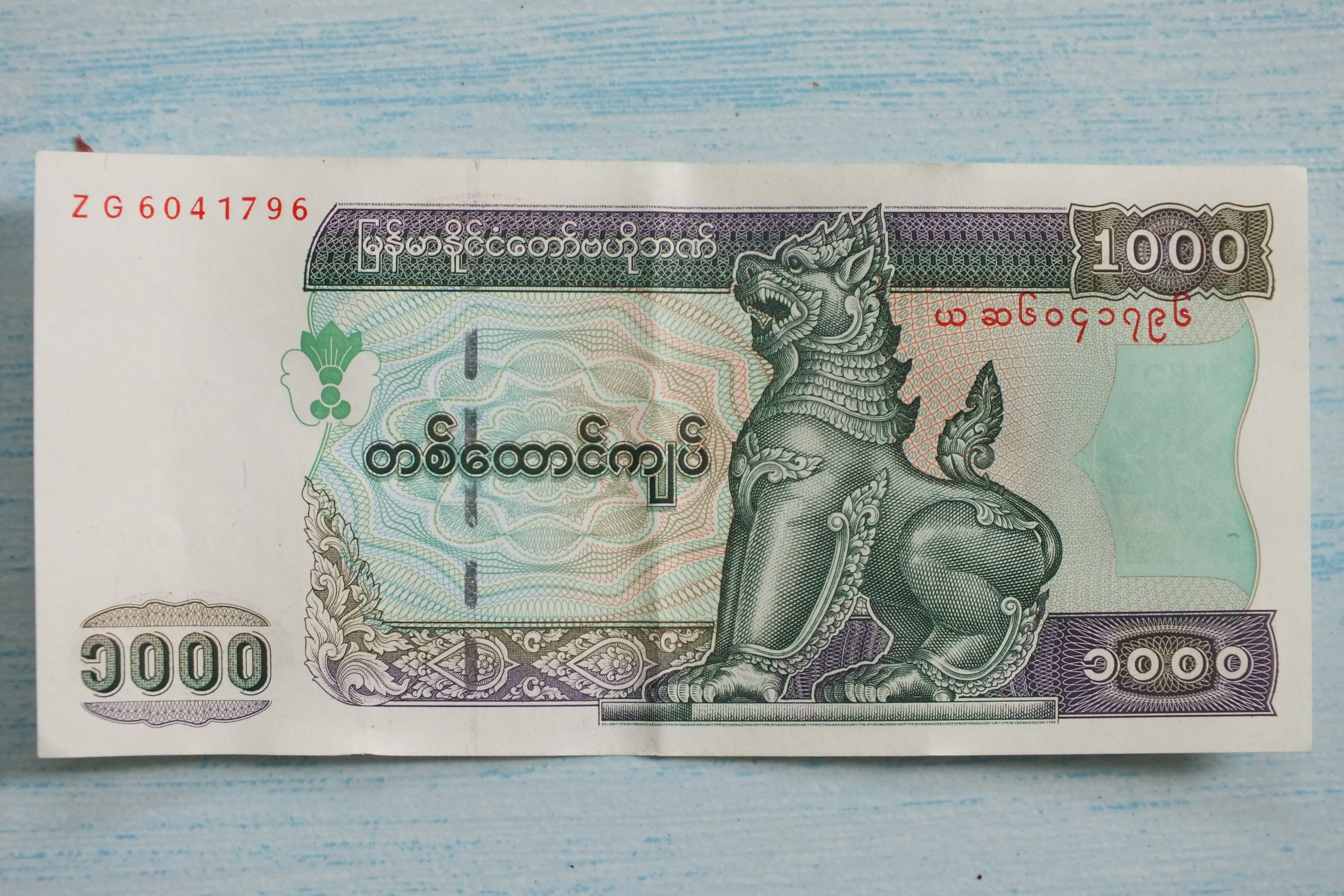
1000 к'ят

Валюта — М'янмський к'ят. Найменша купюра в обороті 50, а найбільша — 10 000. 1 м'янмський к'ят = 100 п'я.

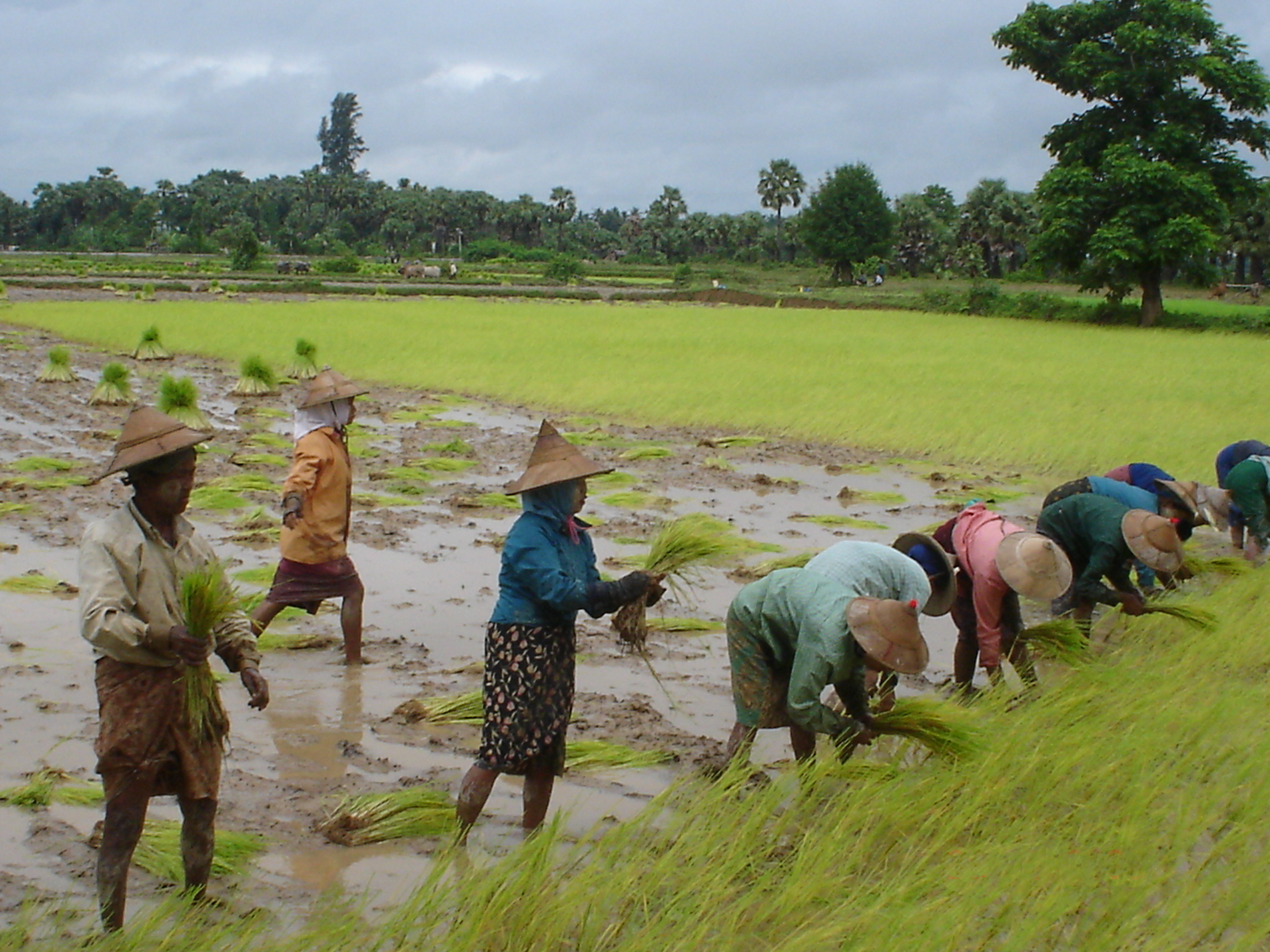
Рис — основна сільськогосподарська культура країни

М'янма — аграрно-індустріальна країна з перевагою аграрного сектора. Основні галузі промисловості: переробка сільськогосподарських продуктів, текстильна і взуттєва, деревна, мідна, вольфрамова, залізоробна, конструкційних матеріалів, фармацевтична та мінеральних добрив.
За даними Index of Economic Freedom, The Heritage Foundation, U.S.A. 2001: внутрішній валовий продукт — $41 млрд (1993). Темп зростання внутрішнього валового продукту — 5 % (тут і далі — 2001). Прямі закордонні інвестиції — $ 131,5 млн. Імпорт — $ 1,2 млрд (головним чином Сінгапур — 31,2 %; Таїланд — 12,4 %; Японія — 12,3 %; Китай — 9,1 %; Малайзія — 8,0 %). Експорт — $ 746 млн (головним чином Індія — 13,1 %; Китай — 10,9 %; Сінгапур 9,9 %; Таїланд — 8,2 %). Головна експортна культура — рис.
Експорт: рис, каучук, джут, тикове дерево, нефрит, рубіни, сапфіри.
Див. також: Корисні копалини М'янми, Історія освоєння мінеральних ресурсів М'янми, Гірнича промисловість М'янми.

## Транспорт
Головний морський порт — Янгон. Є внутрішнє і міжнародне авіасполучення. Державна авіакомпанія «Myanmar Airways» обслуговує внутрішні лінії, а державна компанія «Myanmar International Airways» — рейси в інші держави Південно-Східної та Південної Азії. У середині 1990-х років було засновано декілька приватних фірм, літаки яких працюють на лініях, що зв'язують великі міста країни.

## Політика

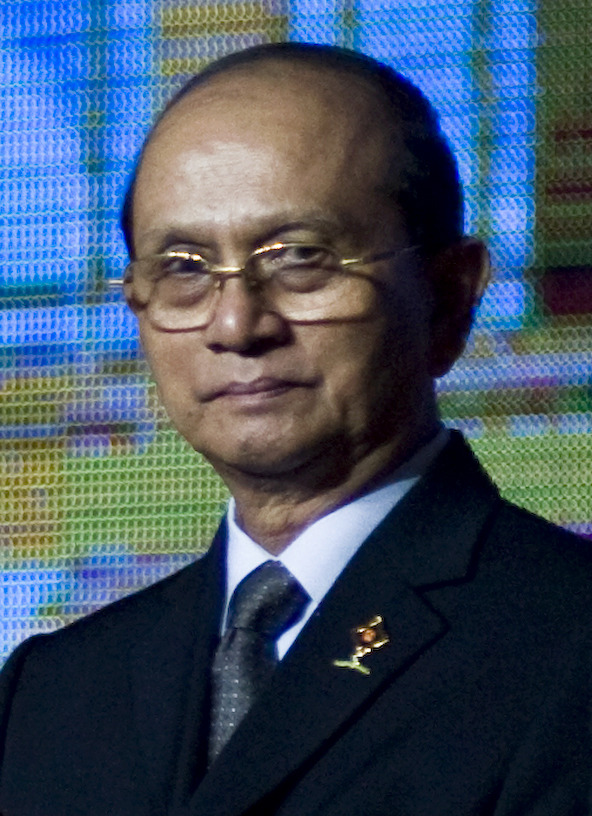
Тейн Сейн

Політична система: військова республіка.
Глава держави й уряду генерал Кхін Ньют з 1993 року.
Є інформація щодо встановлення в Бірмі воєнної диктатури з жорстким режимом, повним ігноруванням владою прав людини та жорстоким (розстріли, численні побої, що наносяться громадянам не зважаючи на міжнародні правові норми) придушенням будь-яких спроб населення виказати своє обурення щодо ситуації, створюваної генералітетом
1 лютого 2021 року відбувся військовий переворот. Було вбито щонайменше 138 людей. Пояснюючи свої дії фальсифікаціями на останніх виборах, військові змістили цивільний уряд на чолі з лідером нації Аун Сан Су Чжі. ЇЇ, як і інших держслужбовців республіки, відправили під арешт. ЄС готує санкції проти компаній в М'янмі, управлінням якими займається військова хунта.

## Освіта і наука
Країна має дуже давню національну культуру, писемність виникла ще в XI—XII століттях. Основним типом шкіл були буддійські школи. У другій половині XIX століття вони майже всі були закриті англійськими колонізаторами. На початку XX століття під тиском національно-визвольного руху англійські колонізатори змушені були відкрити деякі державні школи. Починаючи з 1948 року, коли Бірманський Союз вийшов зі складу Британської імперії, розгорнулась боротьба за загальне обов'язкове початкове навчання, за доступність і єдність шкільної освіти. У 1955/56 роках було:
- початкових шкіл — 11 075 (1 186 288 учнів)
- неповних середніх — 415 (143 448 учнів)
- середніх — 221 (41 252 учнів).

У системі освіти провідну роль відіграє Рангунський університет (заснований 1920 року), побудований за типом англійського, з шістьма коледжами (1956 було понад 12 тисяч студентів). Є ряд професійних навчальних закладів, де готуються кадри для різних галузей народного господарства. Ще 1911 році в Рангуні створено Науково-дослідне товариство Бірми, яке вивчає історію, етнографію і мови, має свій друкований орган.

## Культура

### Архітектура й образотворче мистецтво
Архітектура й образотворче мистецтво М'янми зв'язані з мистецтвом Індії. У X—XIII столітті тут створився свій стиль, близький до мистецтва сусідніх країн — Таї та Кхмеру. Розвиток традицій індійського мистецтва бачимо в храмах давнього міста Паган. Провідний архітектурний тип — ступа. Самобутню форму храму-ступи вироблено в X столітті. Це широке дзвоноподібне завершення на квадратно-уступчастій основі (наприклад так званий Вуликовий храм у Пагані). Головним пам'ятником національного бірманського мистецтва є храмовий ансамбль Шві-Дагон у місті Рангуні. Нижня його частина забудована храмами-ступами, великими статуями Будд і фантастичних істот, у виконанні яких є дещо спільне з мистецтвом Південного Китаю (багатоярусні ажурні пірамідальні дахи, примхливі орнаменти). Проте обличчя відтворюють цілком місцевий етнічний тип, а декоративна дерев'яна різьба позбавлена химерності. Коні, люди, візки невимушено розташовані на фоні рослинного орнаменту, вони цілком реалістичні. Завершує ансамбль колосальна ступа головного храму, що формою нагадує дзвін; красиво перерізаний посередині, він закінчується шпилем. Мистецтво Бірми було підпорядковане пропаганді ідей буддизму.
Сучасні художники М'янми звертаються до зображення навколишнього життя, до народних тем (художник Маун Тун Тін та інші). Зберігаються і розвиваються традиції прикладного мистецтва, пам'ятники давнини дбайливо реставруються.

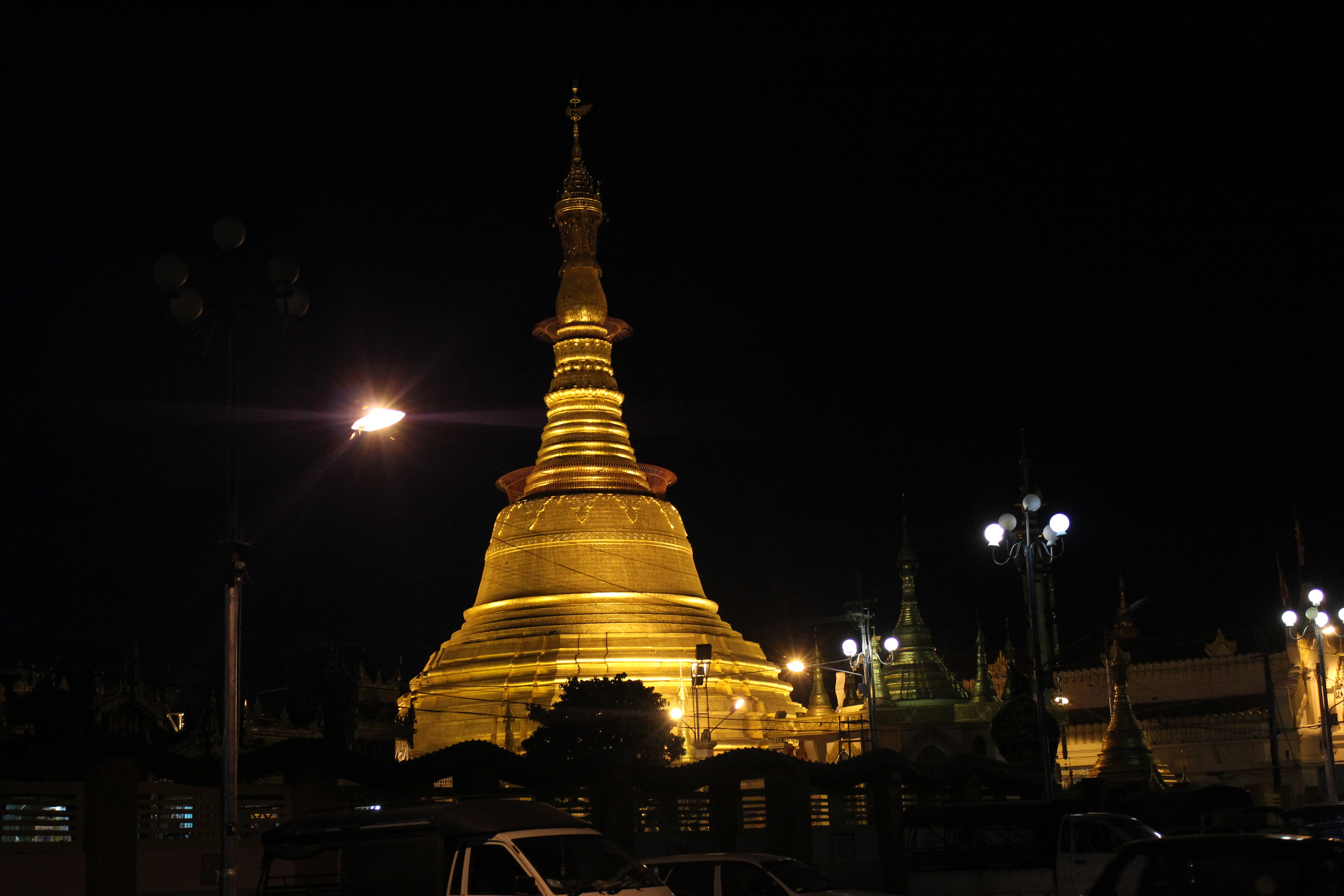
Пагода Ботатаунг
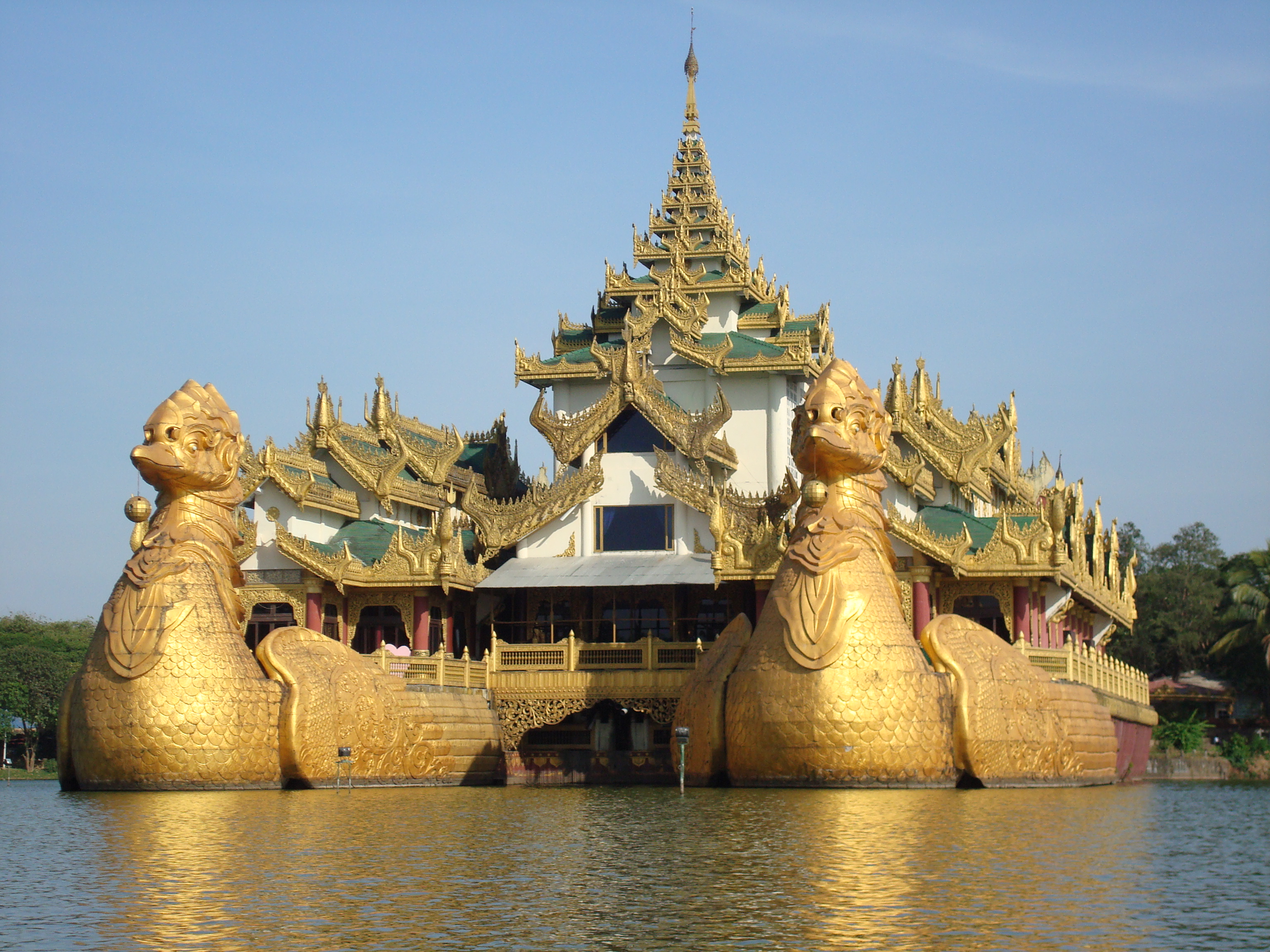
Ресторан на озері Кандавгуй
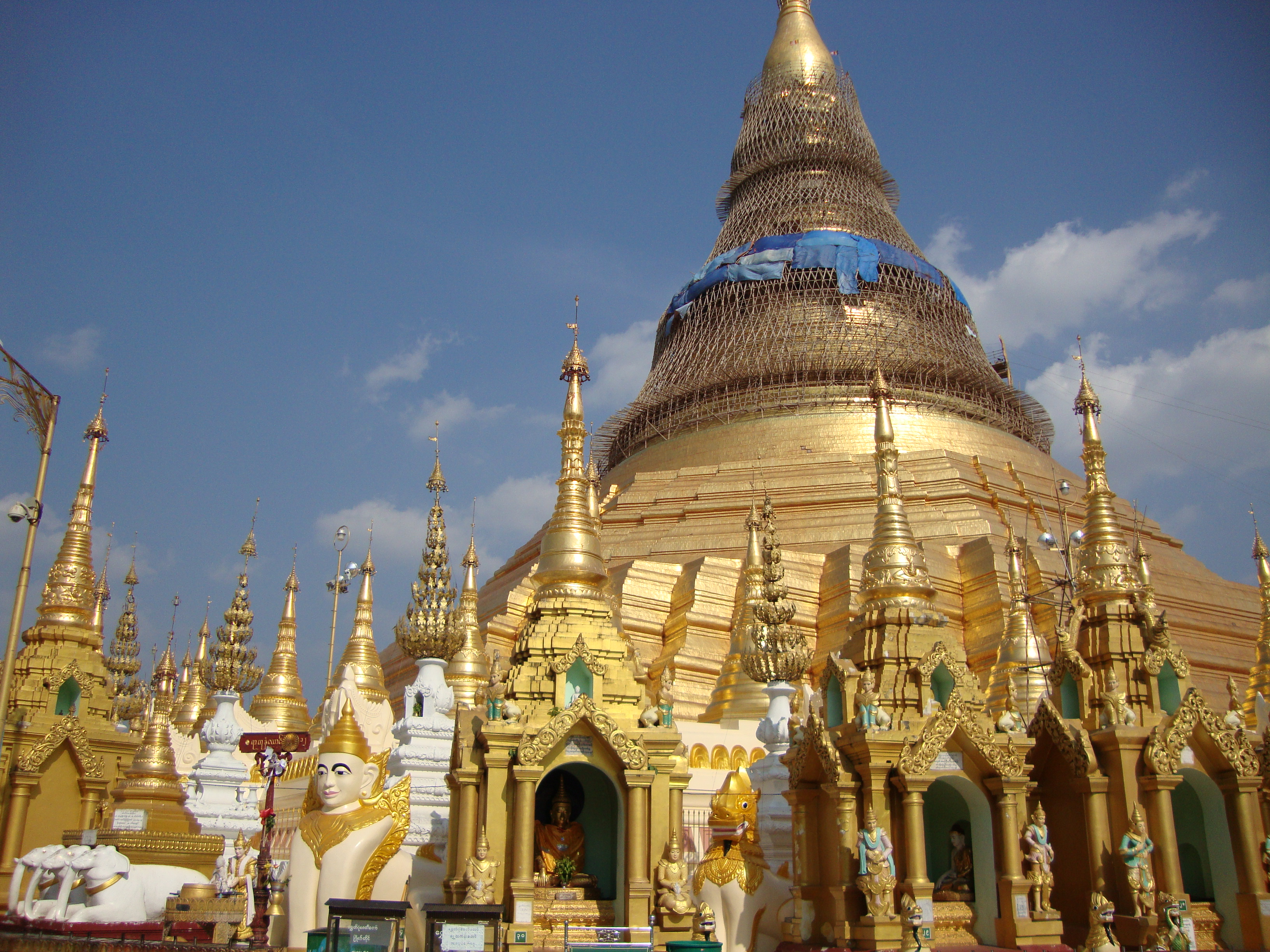
Пагода Шві-Дагон у Янгоні.
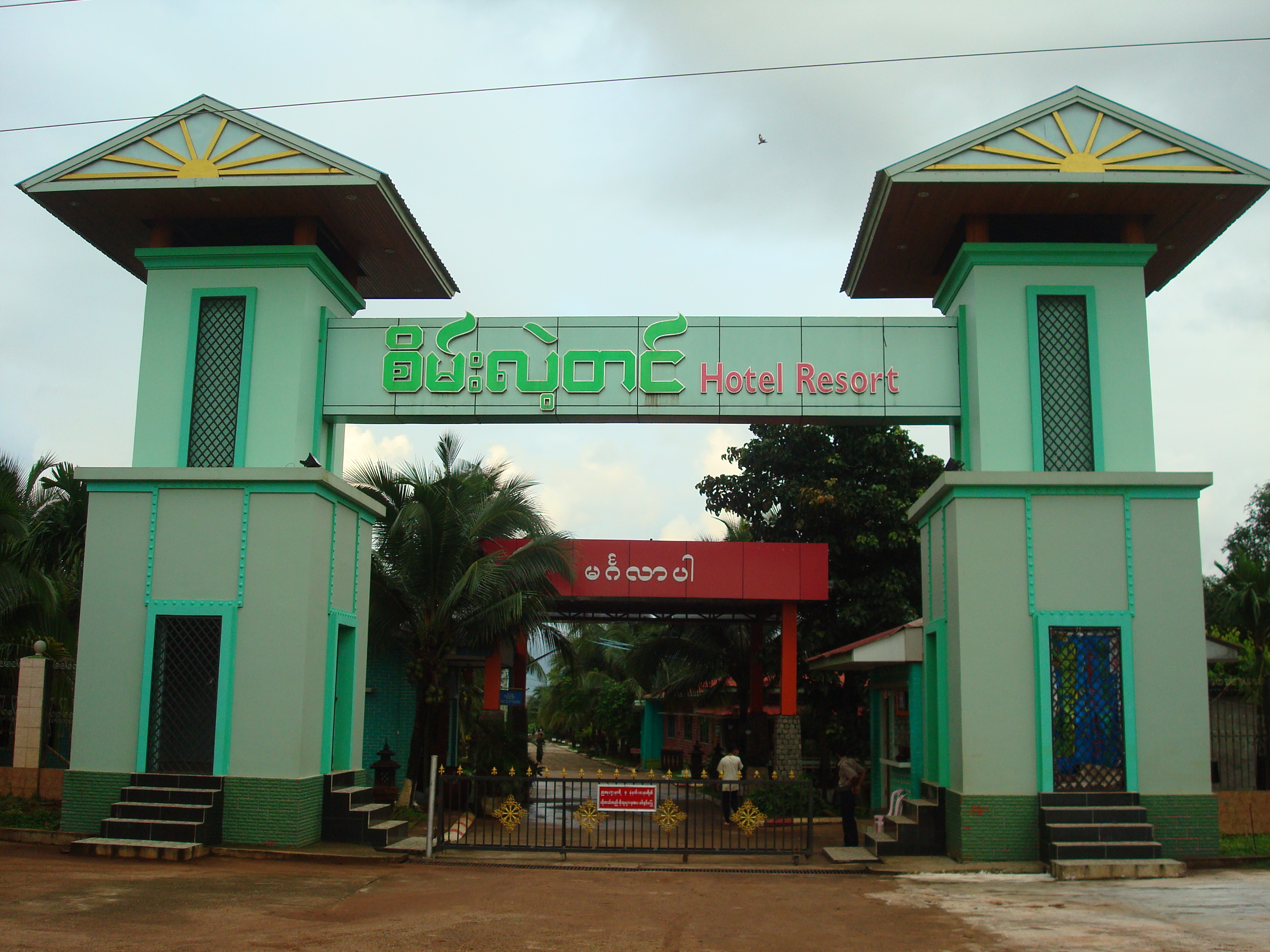
Вхід у готель Sein Lae Tin
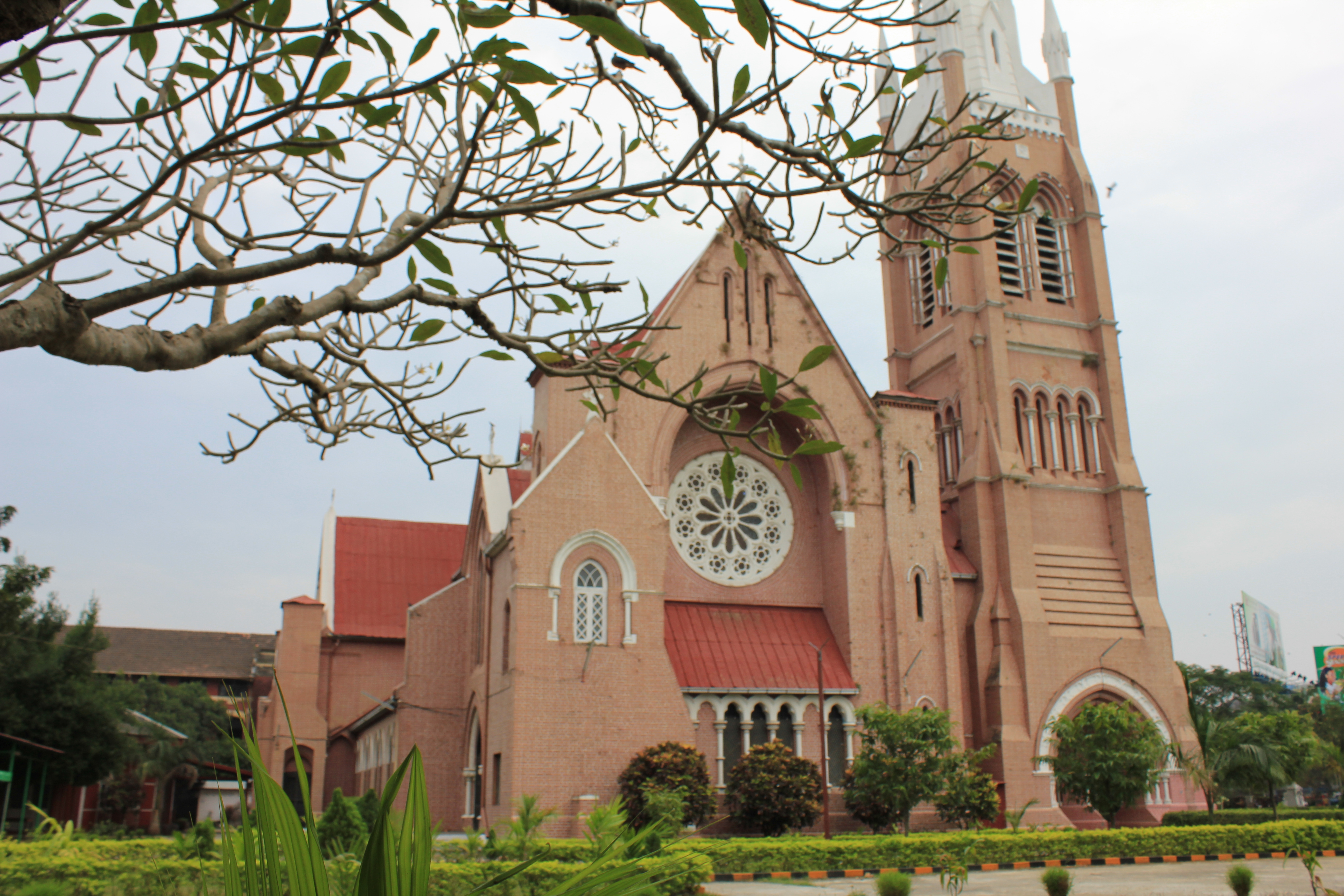
Кафедральний собор, Янгон

### Музика
Музика М'янми національно своєрідна, має вікові традиції. Народні мелодії та ритми зазнавали певного впливу музики сусідніх країн (Китай, Індія), але зберегли національну самобутність. З народних оркестрів найпоширеніший саїнг, в складі якого близько 30 барабанів. Для народних танців М'янми характерне поєднання різних ритмічних малюнків музики і танців. Розвивається професіональна музика. Відома пісня на тему бірмано-радянської дружби композитора У По Увей.

## Охорона здоров'я
У 1956 році було 196 лікувальних закладів на 9809 ліжок, у тому числі 180 загальних лікарень на 7241 ліжко, 5 інфекційних, 1 пологовий будинок, 1 психіатрична лікарня, 7 лепрозоріїв; лікарів — 1200 (6 лікарів на 100 тисяч жителів), лікарських помічників — 350. На державній службі було 393 лікарі, 654 акушерки, 371 фармацевт. За неповними даними 1956 року народжуваність становила 35,9 на 1 тисячу жителів, смертність — 21,8, дитяча смертність — 166,8. Поширені захворювання — малярія, проказа, туберкульоз, холера, бері-бері та інші.